# Journée mondiale des toilettes
Pour les articles homonymes, voir JMT.
La Journée mondiale des toilettes (JMT) est un événement annuel célébré le 19 novembre.
La journée met l'accent sur l'importance de l'assainissement et défend l'accès à la propreté et la sécurité des toilettes pour tous. Créée à l'origine par l'Organisation mondiale des toilettes, en 2001, la journée est réservée pour attirer l'attention sur la crise mondiale de l'assainissement. Depuis, la Journée mondiale des toilettes a pris de l'ampleur chez les partenaires internationaux et en 2013, l'Organisation des Nations unies (ONU) a adopté une résolution reconnaissant la JMT comme une journée internationale de l'ONU (Résolution des nations UNIES A/67/L. 75).

## Contexte

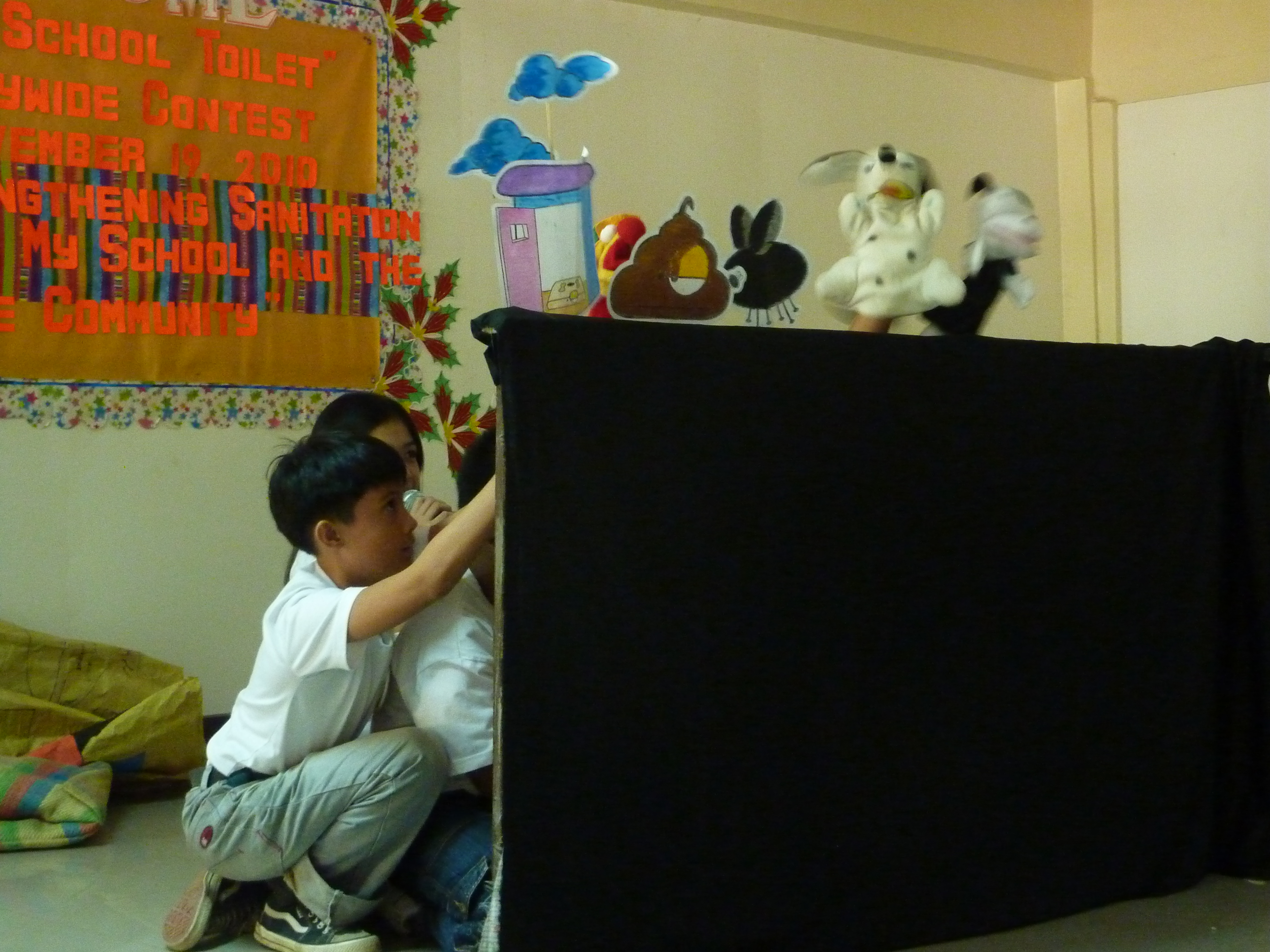
Des enfants aux Philippines en train de réaliser une pièce de théâtre de marionnettes à l'occasion du concours Mes Toilettes à l'École visant à sensibiliser le public à la nécessité pour les toilettes (Cagayan de Oro en 2010).

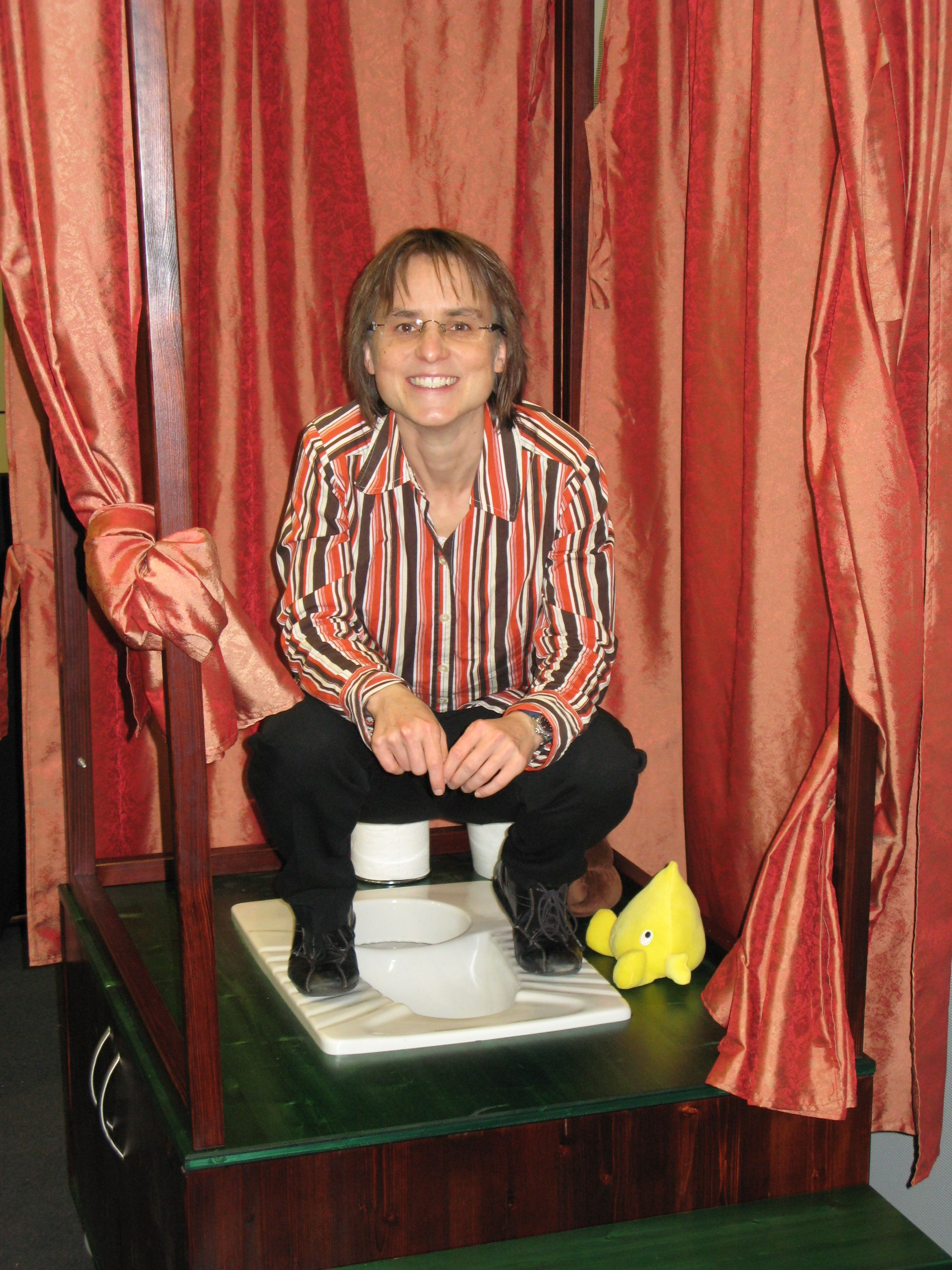
Démonstration de l'utilisation de toilettes sèches à urine détournée lors d'un séminaire de sensibilisation à la Journée Mondiale des Toilettes en 2009, au siège de GIZ à Eschborn, Allemagne.

Il a été estimé en 2015 que 2,4 milliards de personnes (environ 1 personne sur 3) n'ont pas accès à un assainissement amélioré, et un peu moins de 1 milliard continue à déféquer en plein air. L'assainissement est un droit de l'homme, tout comme le droit à l'eau. Le manque d'accès à l'assainissement a un impact sur la santé, la dignité et la sécurité.
La propagation de nombreuses maladies (par exemple, les géohelminthiases, la diarrhée, la schistosomiase) et la malnutrition chronique chez les enfants – qui peut être liée à une maladie appelée entéropathie – sont directement liées à l'exposition à des matières fécales humaines. Dans une analyse de 145 pays, il a été estimé que 58 % de tous les cas de diarrhée ont été causés par l'eau insalubre ainsi que le manque d'assainissement et d'hygiène (qui comprend de mauvais comportements lors du lavage des mains), ce qui a provoqué la mort de plus de 526.000 enfants de moins de 5 ans à cause de diarrhée liée à l'eau, l'assainissement et l'hygiène (WASH), rien qu'en 2015, soit près de 1 400 décès d'enfants par jour ou 1 enfant mort par minute.
Il a été estimé qu'en fournissant ou améliorant l'assainissement, les probabilités pour qu'un enfant souffre de la diarrhée sont réduites à environ 7-17 %, et le taux de mortalité infantile à 5-20 %. Un isolement des matières fécales évitant tout contact avec l'homme et l'environnement permet de se protéger contre de nombreuses maladies. Historiquement, toutefois, l'assainissement reçoit beaucoup moins de financements que le secteur de l'eau, même si avoir accès à des toilettes diminue deux fois plus les risques de maladie par rapport à avoir accès à l'eau potable.
Avoir à déféquer à l'air libre pèse sur la sécurité de l'homme et sa dignité. Cela est particulièrement vrai pour les femmes et les filles dans les pays en développement, qui perdent leur intimité et doivent affronter au quotidien la honte d'avoir à déféquer en public. 1 femme sur 3 dans le monde s’expose aux maladies, à la honte, à des risques de harcèlement ou d’attaques parce qu’elle n’a pas d’endroit sûr pour aller aux toilettes. En outre, elles risquent d'être attaquées en attendant la tombée de la nuit pour se soulager après avoir douloureusement retenu leur vessie et leurs intestins toute la journée,. Les femmes dans les pays en développement expriment de plus en plus des sentiments de peur, d'agression ou de viol lorsqu'elles doivent quitter la maison pour aller aux toilettes. Des plaintes faisant état d'attaques ou de harcèlement à proximité ou dans les toilettes, ainsi qu'à proximité ou dans les zones où les femmes déféquant ouvertement, sont communes.
Les conséquences d'une telle violence à l'égard des femmes sont à la fois physiques et psychologiques pour la victime, et s'étendent aux familles et aux communautés qui persistent à vivre avec les inégalités fondées sur le sexe et la perte du potentiel économique des victimes.
Entre 2000 et 2015, les objectifs du Millénaire des Nations unies avaient pour but d'améliorer l'accès à des toilettes sûres et de mettre fin à la défécation à l'air libre. L'objectif concernant l'assainissement de 2015 n'a pas été atteint pour 700 millions de personnes. Dans les pays les moins développés, seulement 27 % de la population ont amélioré leur accès à l'assainissement depuis 1990.

## Objectifs
Chaque année, la Journée mondiale des toilettes offre une occasion de sensibiliser à l'importance de l'assainissement, et de stimuler la dynamique d'une amélioration équitable de l'assainissement au niveau mondial.
L'assainissement est une priorité du développement mondial. Un des Objectifs de développement durable, lancés en 2015, vise à assurer au niveau mondial l'accès de tous à des toilettes d'ici à 2030.
L'objectif de la Journée mondiale des toilettes est de sensibiliser les citoyens du monde à la nécessité urgente de mettre fin à la crise de l'assainissement, à tous les gens qui n'ont pas accès à des toilettes. Un autre objectif est d'encourager les gens à agir concernant cette crise de l'assainissement.

## Organisation au niveau mondial
Dans le cadre de la Résolution des Nations unies A/67/L. 75, l'ONU-Eau et la thématique prioritaire sur l'eau potable et l'assainissement de base, a été chargé, en 2013, de faciliter la mise en œuvre annuelle de la JMT, en collaboration avec les gouvernements et les parties prenantes concernées,.
Chaque année, un thème pour la JMT est proposé par l'ONU-Eau. La thématique prioritaire de ONU-Eau sur l'eau potable et à l'assainissement de base facilite la mobilisation de la société civile, des groupes de réflexion, des organisations non gouvernementales, des universitaires et des entreprises autour de la thématique annuelle de la JMT pour renforcer la voix de l'assainissement.
L'ONU-Eau encourage et soutient les militants de la JMT pour prendre des mesures sur les questions de l'assainissement, et utilise le site web de la JMT, les médias sociaux et les autres moyens de communication afin de consolider les messages, les ressources et les activités de la JMT à l'échelle mondiale. Si des individus, des organisations ou des gouvernements adoptent le thème annuel ou pas, les organisateurs de cette journée international des Nations unies travaillent étroitement afin de partager les efforts de la JMT.

## Thématiques
Chaque année, la Journée mondiale des toilettes a un thème et un slogan différents, comme indiqué ici:
- 2024 : Les toilettes, espace de paix
- 2023 : Accélérer le changement
- 2022 : Eaux souterraines et assainisement : render visible l'invisible.
- 2021 : La valeur des toilettes
- 2020 : Assainissement durable et le changement climatique
- 2019 : Personne n'est abandonnée
- 2018 : Solution basée sur la nature
- 2017 : Eaux usées
- 2016 : Toilettes et emplois (même thématique que Journée Mondiale de l'Eau de 2016)
- 2015 : Toilettes et nutrition. Le hashtag #WeCantWait a été utilisé pour promouvoir la JMT sur twitter[14].
- 2014 : Égalité et Dignité. Mettre fin à la défécation en plein air et mettre un coup de projecteur sur le risque d'agression et de violence contre les femmes et les filles où les inégalités dans l'accès à l'assainissement existent.
- 2013 : Tourisme et eau : protéger notre avenir commun

## Histoire
Le 19 novembre 2001, l'Organisation Mondiale des Toilettes a été fondée par Jack Sim et la journée de sa fondation a été déclarée comme la Journée mondiale des toilettes. Depuis, la JMT a été implantée partout dans le monde par ses organisations membres et, depuis 2007, elle a également été soutenue par l'Alliance pour l'assainissement durable (SuSanA) par le biais de son groupe de travail sur la sensibilisation du public.
En 2013, une initiative conjointe entre le gouvernement de Singapour et l'Organisation mondiale des toilettes a conduit à la première résolution de l'ONU de Singapour, nommée « l'Assainissement pour tous ». Cette résolution traite de la crise mondiale de l'assainissement et appelle à l'action collective. La Journée Mondiale des Toilettes a été déclarée comme une journée officielle des Nations unies lorsqu'elle a été adoptée par 122 pays lors de la 67e session de l'Assemblée générale des Nations unies à New York.